# 教父哲學
教父哲學（英語：patristic philosophy）是指處於聖經神學與經院神學之間的基督教神學思想。教父們為了使基督教更具吸引力和知識更充實，教父開始將《聖經》教訓與古希臘哲學、古羅馬哲學融合。而在早期基督教時期（公元2-5世紀）的教父思想，由於是根據《聖經》和利用新柏拉圖主義建立的，一般稱為「教父哲學」。在聖經神學與經院神學之間，更有承上啟下的作用。在早期基督教神學發展中，教父哲學可謂是影響力最大的神學思想之一。
教父哲學以哲學論證很多現今的基本教義，主要的有神論、三位一體論、創世論、原罪論、救贖論和天國論等。教父哲學可說是經院神學的基礎。另一方面，教父哲學與托馬斯主義都有相當的關聯。